# Drimycarpus maximus
Drimycarpus maximus là một loài thực vật có hoa trong họ Đào lộn hột. Loài này được Kochummen mô tả khoa học đầu tiên năm 1996.